# Primula filipes
Primula filipes är en viveväxtart som beskrevs av David Allan Poe Watt. Primula filipes ingår i släktet vivor, och familjen viveväxter. Inga underarter finns listade i Catalogue of Life.